# Tenebrincola
Tenebrincola là một chi ốc biển, là động vật thân mềm chân bụng sống ở biển trong họ Volutidae.

## Các loài
Các loài thuộc chi Tenebrincola bao gồm:
- Tenebrincola cukri (Rokop, 1972)[2]